# Llista d'òperes representades a Barcelona al segle XVIII
Les representacions tingueren lloc a la Llotja de Mar fins al 1750 i al Teatre de la Santa Creu a partir d'aquesta data.
Aquesta relació no inclou ni els pasticcio ni aquelles òperes de les que no se n'ha pogut esbrinar l'autor.
| Temporada 1708-1709           |                                         |                                        |           |  |
| 2 d'agost                     | Il più bel nome                         | Antonio Caldara                        |           |  |
|                               | Zenobia in Palmira                      | Antonio Caldara                        |           |  |
|                               | Imeneo                                  | Antonio Caldara                        |           |  |
|                               | Scipion nelle Spagne                    | Antonio Caldara                        |           |  |
|                               | Alceste                                 | Giuseppe Porsile                       |           |  |
| Temporada 1708-1709           |                                         |                                        |           |  |
| juny de 1709                  | Dafni                                   | Emanuel Rincón d'Astorga               |           |  |
| Temporada 1750-1751           |                                         |                                        |           |  |
| 4 de maig de 1750             | Il maestro di cappella                  | Pietro Auletta                         |           |  |
| 21 d'agost de 1750            | La finta cameriera                      | Gaetano Latilla                        | 1737      |  |
| 1750                          | La serva padrona                        | Giovanni Battista Pergolesi            | 1733      |  |
| 23 de setembre de 1750        | Il filosofo chimico poeta               | Giuseppe Scolari                       |           |  |
| 1750                          | Alessandro nelle Indie                  | Giuseppe Scolari                       |           |  |
| Temporada 1751-1752           |                                         |                                        |           |  |
| 1751                          | Il mondo della luna                     | Baldassare Galuppi                     | 1750      |  |
| 1751                          | La vedova accorta                       | Ferdinando Bertoni                     | 1745      |  |
| 1751                          | Demofoonte                              | Baldassare Galuppi                     | 1749      |  |
| 1751                          | Madama Ciana                            | Gaetano Latilla                        | 1738      |  |
| 1751                          | L'Arcadia in Brenta                     | Baldassare Galuppi                     | 1749      |  |
| 1751                          | Il vecchio avaro                        | Giuseppe Scolari                       |           |  |
| 4 de desembre de 1751         | La Merope                               | Niccolò Jommelli                       | 1741      |  |
| 1751                          | Il mondo alla roversa                   | Baldassare Galuppi                     | 1750      |  |
| Temporada 1752-1753           |                                         |                                        |           |  |
| 1752                          | L'impostore                             | Giuseppe Scarlatti i Gioacchino Cocchi |           |  |
| 30 de maig de 1752            | Didone abbandonata                      | Giuseppe Scolari                       |           |  |
| 23 de setembre de 1752        | Cajo Mario                              | Niccolò Jommelli                       | 1746      |  |
| 1752                          | Alessandro nelle Indie                  | Giuseppe Scolari                       | 1750      |  |
| Temporada 1753-1754           |                                         |                                        |           |  |
| 1753                          | Antigono                                | Niccolò Jommelli                       | 1746      |  |
| 1753                          | Il re pastore                           | Giuseppe Bonno                         | 1751      |  |
| 1753                          | Didone abbandonata                      | Giuseppe Scolari                       | 1752      |  |
| 4 de desembre de 1753         | Vologeso                                | Giovanni Battista Lampugnani           |           |  |
| 1753                          | Il Tracollo                             | Giovanni Battista Pergolesi            | 1734      |  |
| 1753                          | Il maestro di cappella                  | Pietro Auletta                         | 1750      |  |
| Temporada 1754-1755           |                                         |                                        |           |  |
| Pasqua de 1754                | Ezio                                    | Nicola Conforto                        | 1754      |  |
| Estiu de 1754                 | Il conte Caramella                      | Baldassare Galuppi                     | 1751      |  |
| Agost de 1754                 | Sesostri, re d'Egitto                   | Domènec Terradellas                    | 1751      |  |
| 23 de setembre de 1754        | Venceslao                               | Gaetano Latilla                        |           |  |
| 4 de novembre de 1754         | Artaserse                               | Antonio Ferradini                      | 1752      |  |
| 4 de desembre de 1754         | Il Farnace                              | Davide Perez                           | 1751      |  |
| Temporada 1755-1756           |                                         |                                        |           |  |
| 23 de març de 1755            | Ifigenia in Aulide                      | Niccolò Jommelli                       | 1751      |  |
| 30 de maig de 1755            | Achille in Sciro                        | Niccolò Jommelli                       | 1749      |  |
| 1755                          | La clemenza di Tito                     | Johann Adolph Hasse                    | 1735      |  |
| 23 de setembre de 1755        | L'eroe cinese                           | Giuseppe Bonno                         | 1752      |  |
| 4 de novembre de 1755         | Il Demetrio                             | Niccolò Jommelli                       | 1749      |  |
| 1755                          | Il trionfo di Camilla                   | Nicola Porpora                         | 1740      |  |
| Temporada 1756-1757           |                                         |                                        |           |  |
| 30 de maig de 1756            | Temistocle                              | Nicola Porpora                         | 1718      |  |
| Temporada 1758-1759           |                                         |                                        |           |  |
| Abril de 1758                 | Il filosofo di campagna                 | Baldassare Galuppi                     | 1754      |  |
| 1758                          | Ipermestra                              | Ferdinando Bertoni                     | 1748      |  |
| Temporada 1760-1761           |                                         |                                        |           |  |
| 1760                          | Il mercato di Malmantile                | Domenico Fischietti                    | 1758      |  |
| 1760                          | Buovo d'Antona                          | Tommaso Traetta                        | 1758      |  |
| 10 de juliol de 1760          | Antigono                                | Josep Duran                            |           |  |
| 1760                          | Gli uccellatori                         | Florian Leopold Gassmann               | 1759      |  |
| 1760                          | Le nozze di Dorina                      | Baldassare Galuppi                     | 1755      |  |
| Temporada 1761-1762           |                                         |                                        |           |  |
| 1761                          | La buona figliuola                      | Niccolò Piccinni                       | 1760      |  |
| 7 d'abril de 1761             | La cascina                              | Giuseppe Scolari                       | 1755      |  |
| Maig de 1761                  | La ritornata di Londra                  | Domenico Fischietti                    | 1756      |  |
| 1761                          | Le pescatrici                           | Ferdinando Bertoni                     | 1751      |  |
| Setembre de 1761              | Il signor dottore                       | Domenico Fischietti                    | 1758      |  |
| 4 de novembre de 1761         | L'isola disabitata                      | Giuseppe Scarlatti                     | 1757      |  |
| Novembre de 1761              | I portentosi effetti della madre natura | Giuseppe Scarlatti                     | 1752      |  |
| Temporada 1762-1763           |                                         |                                        |           |  |
| Novembre 1762                 | L'amante di tutte                       | Baldassare Galuppi                     | 1760      |  |
| Novembre 1762                 | L'Andromaca                             | Niccolò Jommelli                       | 1741      |  |
| Novembre 1762                 | L'astrologa                             | Niccolò Piccinni                       | 1761      |  |
| 1762                          | Alessandro nelle Indie                  | Giuseppe Scolari                       | 1750      |  |
| 4 de novembre de 1762         | Temistocle                              | Josep Duran                            |           |  |
| 25 de desembre de 1762        | Il curioso del suo proprio danno        | Niccolò Piccinni                       | 1755-1756 |  |
| Temporada 1763-1764           |                                         |                                        |           |  |
| 1763                          | Ricimero, re dei goti                   | Gian Francesco de Majo                 | 1759      |  |
| 1763                          | Adriano in Siria                        | Gregorio Sciroli                       | 1755      |  |
| 25 de juliol de 1763          | Il caffè di campagna                    | Baldassare Galuppi                     | 1761      |  |
| 1763                          | Il ciarlatano                           | Giuseppe Scolari                       | 1759      |  |
| Octubre de 1763               | La buona figliuola maritata             | Niccolò Piccinni                       | 1761      |  |
| Novembre de 1763              | Buovo d'Antona                          | Tommaso Traetta                        | 1758      |  |
| Desembre 1763                 | L'Andromaca                             | Niccolò Jommelli                       | 1741      |  |
| 1763                          | Le donne vendicate                      | Niccolò Piccinni                       | 1763      |  |
| 1763                          | Didone abbandonata                      | Giuseppe Scolari                       | 1752      |  |
| 1763                          | L'isola disabitata                      | Giuseppe Scarlatti                     | 1757      |  |
| Temporada 1764-1765           |                                         |                                        |           |  |
| Abril de 1764                 | L'Almeria                               | Gian Francesco de Majo                 | 1761      |  |
| 1764                          | Lucio Papirio                           | Baldassare Galuppi                     | 1751      |  |
| 1764                          | Talestri                                | Niccolò Jommelli                       | 1751      |  |
| 1764                          | Le contadine bizzarre                   | Niccolò Piccinni                       | 1763      |  |
| 1764                          | La contadina in corte                   | Giacomo Rust                           | 1763      |  |
| 1764                          | Gli uccellatori                         | Florian Leopold Gassmann               | 1759      |  |
| Temporada 1765-1766           |                                         |                                        |           |  |
| Abril de 1765                 | Il barone di Torreforte                 | Niccolò Piccinni                       | 1765      |  |
| 1765                          | Il mondo della luna                     | Baldassare Galuppi                     | 1750      |  |
| 25 d'agost de 1765            | Arianna e Teseo                         | Antonio Maria Mazzoni                  | 1758      |  |
| 1765                          | La francese brillante                   | Pietro Alessandro Guglielmi            | 1763      |  |
| 1765                          | L'Eumene                                | Niccolò Jommelli                       | 1742      |  |
| 1765                          | Il ciarlone                             | Giuseppe Avossa                        | 1763      |  |
| 1765                          | L'amore in musica                       | Antonio Boroni                         | 1763      |  |
| 20 de gener de 1766           | Il cavaliere per amore                  | Niccolò Piccinni                       | 1762      |  |
| Temporada 1766-1767           |                                         |                                        |           |  |
| 1766                          | Eurione                                 | Antonio Gaetano Pampani                | 1754      |  |
| 1766                          | Leucippo                                | Johann Adolph Hasse                    | 1747      |  |
| Juny de 1766                  | Montezuma                               | Gian Francesco de Majo                 | 1765      |  |
| 25 d'agost de 1766            | Cajo Mario                              | Niccolò Jommelli                       | 1746      |  |
| 1766                          | Attalo                                  | Niccolò Jommelli                       |           |  |
| 1766                          | Attilio Regolo                          | Niccolò Jommelli                       | 1753      |  |
| 1766                          | La clemenza di Tito                     | Michelangelo Valentini                 | 1753      |  |
| Temporada 1767-1768           |                                         |                                        |           |  |
| Maig de 1767                  | Ezio                                    | Tommaso Traetta                        | 1757      |  |
| 1767                          | Il ratto della sposa                    | Pietro Alessandro Guglielmi            | 1765      |  |
| 1767                          | Bajazet                                 | Niccolò Jommelli                       | 1753      |  |
| 1767                          | La buona figliuola maritata             | Niccolò Piccinni                       | 1761      |  |
| 1767                          | Alessandro nelle Indie                  | Giuseppe Scolari                       | 1750      |  |
| Temporada 1768-1769           |                                         |                                        |           |  |
| Pasqua de Resurrecció de 1768 | Le serve rivali                         | Tommaso Traetta                        | 1766      |  |
| 30 d'abril de 1768            | La finta baronessa                      | Niccolò Piccinni                       | 1767      |  |
| 1768                          | Il marchese villano                     | Baldassare Galuppi                     | 1762      |  |
| 1768                          | La partenza e il ritorno dei marinari   | Baldassare Galuppi                     | 1764      |  |
| Temporada 1769-1770           |                                         |                                        |           |  |
| 1769                          | La notte critica                        | Filippo Gherardesca                    | 1769      |  |
| 1769                          | La moglie bizzarra                      | Giuseppe Scarlatti                     | 1768      |  |
| 1769                          | La schiava riconosciuta                 | Niccolò Piccinni                       | 1764      |  |
| 1769                          | La ritornata di Londra                  | Domenico Fischietti                    | 1756      |  |
| 1769                          | La sposa fedele                         | Pietro Alessandro Guglielmi            | 1767      |  |
| 1769                          | Il Solimano                             | Tommaso Traetta                        | 1758      |  |
| 1769                          | L'Olimpiade                             | Niccolò Piccinni                       | 1768      |  |
| 1769                          | Le pescatrici                           | Ferdinando Bertoni                     | 1751      |  |
| 1769                          | Il filosofo di campagna                 | Baldassare Galuppi                     | 1754      |  |
| Temporada 1770-1771           |                                         |                                        |           |  |
| 1770                          | L'erede riconosciuta                    | Niccolò Piccinni                       | 1766      |  |
| 1770                          | La buona figliuola                      | Niccolò Piccinni                       | 1760      |  |
| 1770                          | La buona figliuola maritata             | Niccolò Piccinni                       | 1761      |  |
| 1770                          | L'amore industrioso                     | Giovanni Marco Rutini                  | 1765      |  |
| 1770                          | L'impresario d'opera                    | Pietro Alessandro Guglielmi            | 1765      |  |
| 1770                          | Il filosofo di campagna                 | Baldassare Galuppi                     | 1754      |  |
| 1770                          | La clemenza di Tito                     | Michelangelo Valentini                 | 1753      |  |
| 1770                          | Il caffè di campagna                    | Baldassare Galuppi                     | 1761      |  |
| 1770                          | L'incognita perseguita                  | Niccolò Piccinni                       | 1764      |  |
| 1770                          | Li tre amanti ridicoli                  | Baldassare Galuppi                     | 1761      |  |
| 1770                          | La moda                                 | Antonio Boroni                         | 1769      |  |
| 1770                          | Le contadine bizzarre                   | Niccolò Piccinni                       | 1763      |  |
| 1770                          | La scaltra letterata                    | Niccolò Piccinni                       | 1758      |  |
| Temporada 1771-1772           |                                         |                                        |           |  |
| 1771                          | La donna semplice                       | Bernardo Ottani                        | 1766      |  |
| 1771                          | Il finto pazzo per amore                | Antonio Sacchini                       | 1765      |  |
| 1771                          | L'isola d'amore                         | Antonio Sacchini                       | 1766      |  |
| 1771                          | Il mercato di Malmantile                | Domenico Fischietti                    | 1758      |  |
| 1771                          | Demtrio                                 | Niccolò Piccinni                       | 1769      |  |
| Temporada 1772-1773           |                                         |                                        |           |  |
| 1772                          | L'anello incantato                      | Ferdinando Bertoni                     | 1771      |  |
| 1772                          | Il barone di Torreforte                 | Niccolò Piccinni                       | 1765      |  |
| 1772                          | La locanda                              | Giuseppe Gazzaniga                     | 1771      |  |
| 1772                          | L'Eumene                                | Niccolò Jommelli                       | 1742      |  |
| 1772                          | Gli amanti timidi                       | Florian Leopold Gassmann               |           |  |
| 1772                          | La lavandaja spiritosa                  | Niccolò Piccinni                       |           |  |
| 1772                          | La contessa di Bimbimpoli               | Gennaro Astarita                       | 1772      |  |
| Temporada 1776-1777           |                                         |                                        |           |  |
| 1776                          | Lo sposo burlato                        | Niccolò Piccinni                       | 1769      |  |
| 1776                          | La locanda                              | Giuseppe Gazzaniga                     | 1771      |  |
| Temporada 1777-1778           |                                         |                                        |           |  |
| 1777                          | Il trionfo di Clelia in Roma            | Niccolò Jommelli                       | 1774      |  |
| Temporada 1778-1779           |                                         |                                        |           |  |
| 1778                          | La frascatana                           | Giovanni Paisiello                     | 1774      |  |
| Temporada 1779-1780           |                                         |                                        |           |  |
| 1779                          | Il geloso in cimento                    | Pasquale Anfossi                       | 1774      |  |
| Temporada 1780-1781           |                                         |                                        |           |  |
| 27 de març de 1780            | La frascatana                           | Giovanni Paisiello                     | 1778      |  |
| 26 d'abril de 1780            | Il curioso indiscreto                   | Pasquale Anfossi                       | 1780      |  |
| 17 de maig de 1780            | Il re dei pazzi                         | Giuseppe Gazzaniga                     | 1778      |  |
| 5 de juny de 1780             | L'isola d'amore                         | Antonio Sacchini                       | 1776      |  |
| Setembre de 1780              | La vendemmia                            | Giuseppe Gazzaniga                     | 1778      |  |
| 4 de novembre de 1780         | Orfeo ed Euridice                       | Christoph Willibald Gluck              | 1762      |  |
| 1 de desembre de 1780         | Azor, re di Kibinga                     | Pasquale Anfossi                       | 1779      |  |
| Temporada 1781-1782           |                                         |                                        |           |  |
| 1781                          | Il fanatico per la musica               | Luigi Caruso                           | 1781      |  |
| 1782                          | L'italiana in Londra                    | Domenico Cimarosa                      | 1779      |  |
| 1782                          | L'albergatrice vivace                   | Luigi Caruso                           | 1780      |  |
| Temporada 1782-1783           |                                         |                                        |           |  |
| 1783                          | Scherzo della magia                     | Antonio Tozzi                          | 1783      |  |
| 1783                          | Le pretensioni deluse                   | Giovanni Paisiello                     | 1783      |  |
| 1783                          | Le teste deboli                         | Francesco Salari                       | 1780      |  |